# Cimetière de Pamplemousses

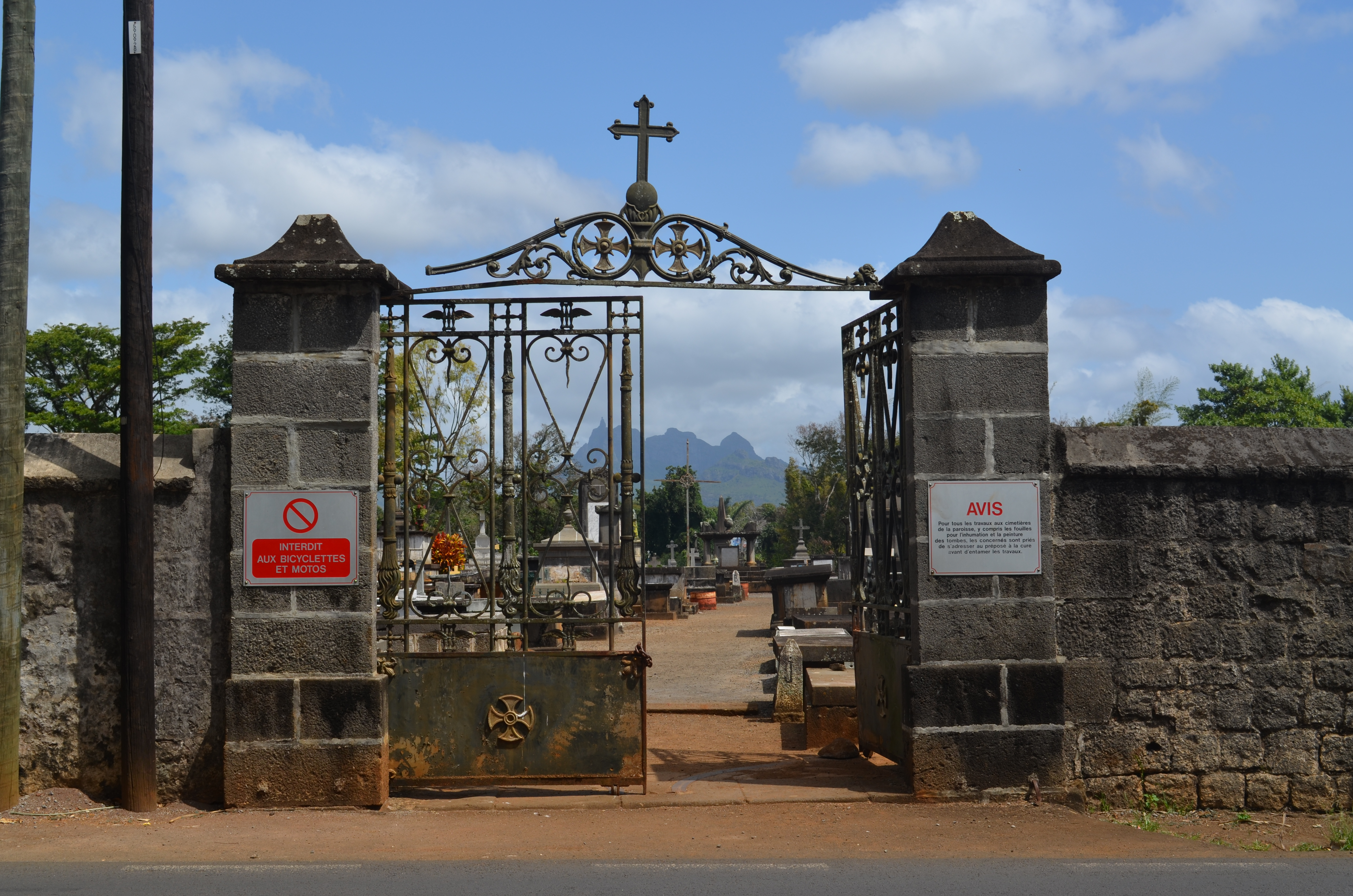
Friedhofstor

Der Cimetière de Pamplemousses (dt.: Friedhof von Pamplemousses) auch cimetière des Blancs (Friedhof der Weißen) ist der katholische Friedhof von Pamplemousses auf Mauritius.

## Friedhof
Gegenüber der Kirche befindet sich der (christliche) Friedhof des Ortes. Eine Vielzahl von, teils aufwändig erstellten, Familiengräbern prägt den Ort. Das älteste Grab stammt aus 1748. Eine Reihe ortsgeschichtlich bedeutsamer Personen sind hier begraben. Fünf Grabdenkmäler stehen unter Denkmalschutz:
| Bild | Name                                   | Lage                 | Beschreibung |
| ---- | -------------------------------------- | -------------------- | --- |
| 0    | Abbé Buonvanita                        | 0                    | Antoine Buonvanita war der Kaplan von Napoleon Bonaparte auf St. Helena. |
|      | Adrien d’Épinay                        | -20.108142 57.576285 | Adrien d'Épinay war Leiter des Comité Colonial auf Mauritius. Er leitete die Verhandlungen um die Entschädigung der Pflanzer nach der Abschaffung der Sklaverei 1832 und erreichte, dass die Krone eine Entschädigungszahlung von 2.112.642 Pfund hierfür leistete. Er war Gründer der ersten Bank auf Mauritius, der Banque de Maurice. |
| 0    | René Magon de La Villebague            | 0                    | René Magon de La Villebague war französischer Gouverneur der Isle de France und der Isle Bourbon und starb am 30. April 1768 mit 56 Jahren. |
| 0    | Charles Planel                         | 0                    | 0 |
|      | Charles Thomi Pitot de La Beaujardière | -20.108346 57.576202 | Charles Thomi Pitot de La Beaujardière (1779–1821) war Schriftsteller und war im Jahre 1806 Gründer eines Literaturkreises La Table ovale. Daneben war außerdem im Kolonialrat der Insel politisch tätig. |

## Die Gräber aus der französischen Kolonialzeit
Die Gräber aus der französischen Kolonialzeit sind die ältesten des Friedhofs. Drei dieser Gräber stammen noch aus dem 18. Jahrhundert. Die Grabsteine aus dieser Zeit bestehen aus Stein und weisen keine Skulpturen oder Dekoration, sondern nur einfache Gravierungen auf (die einzige Ausnahme ist das Grab von Jacques Leblanc). Der Erhaltungszustand ist aufgrund des Alters teilweise schlecht. Die bemerkenswerten Gräber sind in der folgenden Liste aufgeführt. Daneben bestehen 23 weitere Gräber aus der französischen Kolonialzeit, die identifiziert sind, jedoch nur aus schmucklosen Grabsteinen oder Plaketten bestehen.
| Bild | Name                        | Jahr | Grabnr. | Anmerkung |
| ---- | --------------------------- | ---- | ------- | --- |
| 0    | Dominique Arietti           | 1748 | A 96    | Das älteste erhaltene Grab enthält den Priester der Mission Dominique Arietti                                                               |
| 0    | René Magon de La Villebague | 1778 | A 158   | René Magon de La Villebague war französischer Gouverneur der Isle de France und der Isle Bourbon und starb am 30. April 1768 mit 56 Jahren. |
| 0    | Vicomte Robert D’Houdetot   | 1792 | A 59    | |
| 0    | Victor Perdreau             | 1802 | A 1802  | |
| 0    | Jaques Gaspard Besnard      | 1804 | B 1804  | |
| 0    | J.A.A. Bax                  | 1805 | J36     | |
| 0    | Marie Léonide Mallet        | 1806 | I 100   | |
| 0    | Jacques Leblanc             | 1808 | C 203   | Dieses Grab hat als einziges der genannten eine Schmuckgravur                                                                               |
| 0    | Félix Albert Pitchen        | 1809 | C9      | |
| 0    | Jean Nicolas Céré           | 1810 | J3      | |
| 0    | Henry Crompton              | 1810 | C 94    | Das älteste erhaltene Grab eines Engländers auf dem Friedhof                                                                                |

## Weitere Gräber

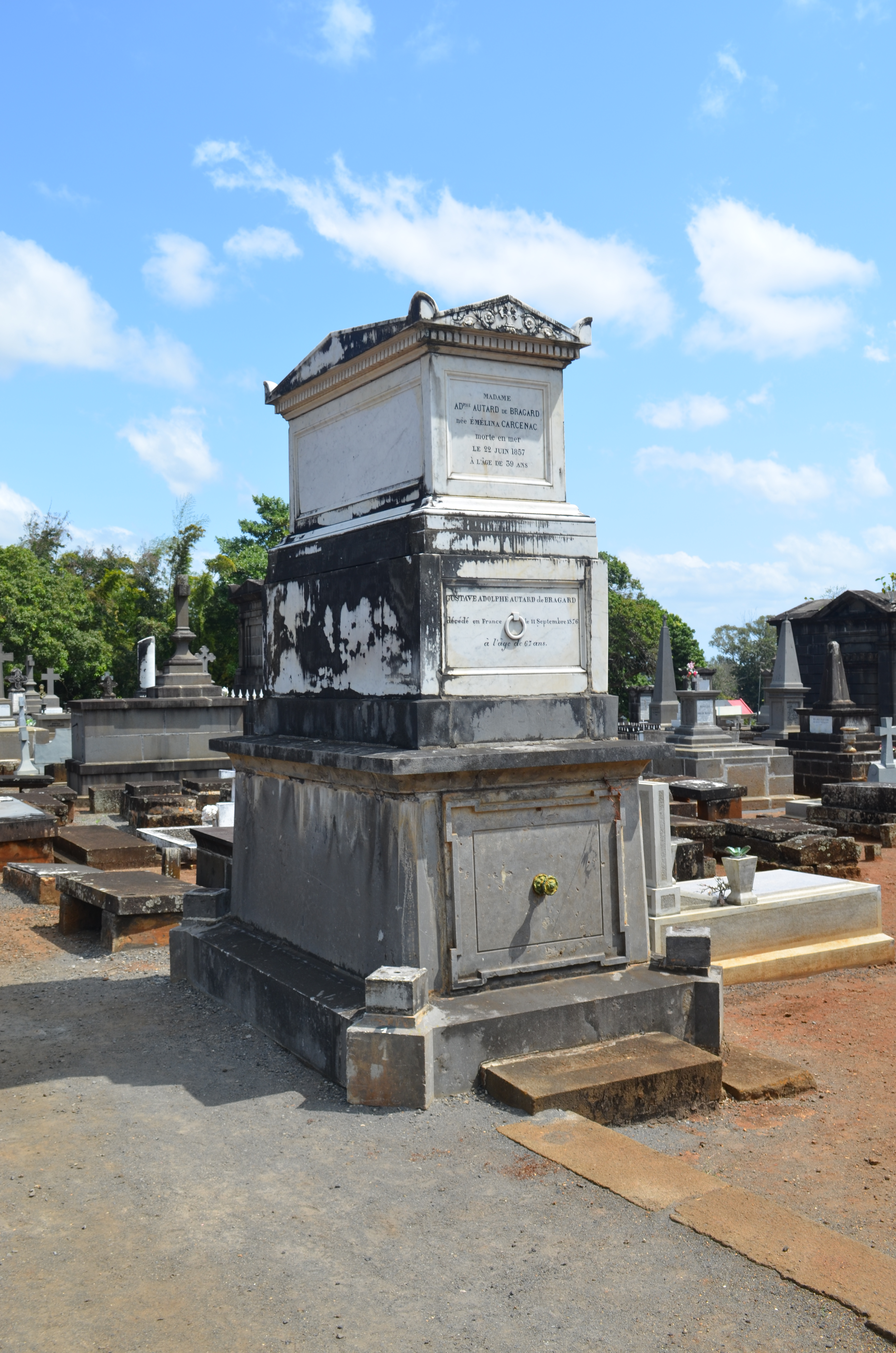
Grab von Emmelina de Carcenac (vollständiger Name: Marie Louise Antoniette Emelina), † 1857, Ehefrau von Gustave Adolphe Autard de Bragard. Sie ist das Vorbild der „dame créole“ in dem bekannten Gedicht von Charles Baudelaire. Der Grabstein wurde vom Steinmetz Maillochon geschaffen, der viele Grabsteine in Père-Lachaise schuf.
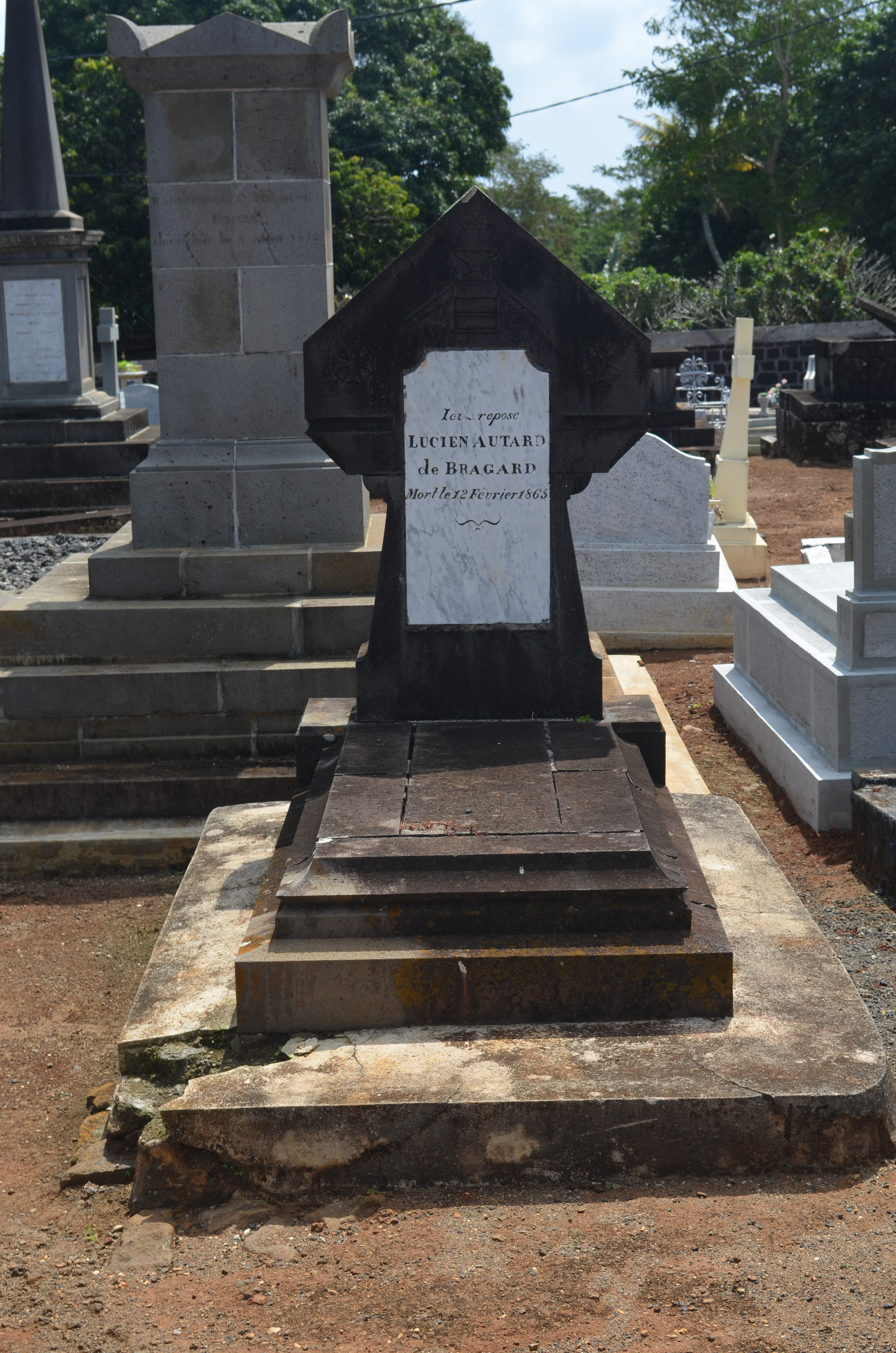
Das Grab von Lucien Autard de Bragard repräsentiert eine Veränderung des Stils. Das Grab ist zurückhaltender und mit einem Malteserkreuz geschmückt.
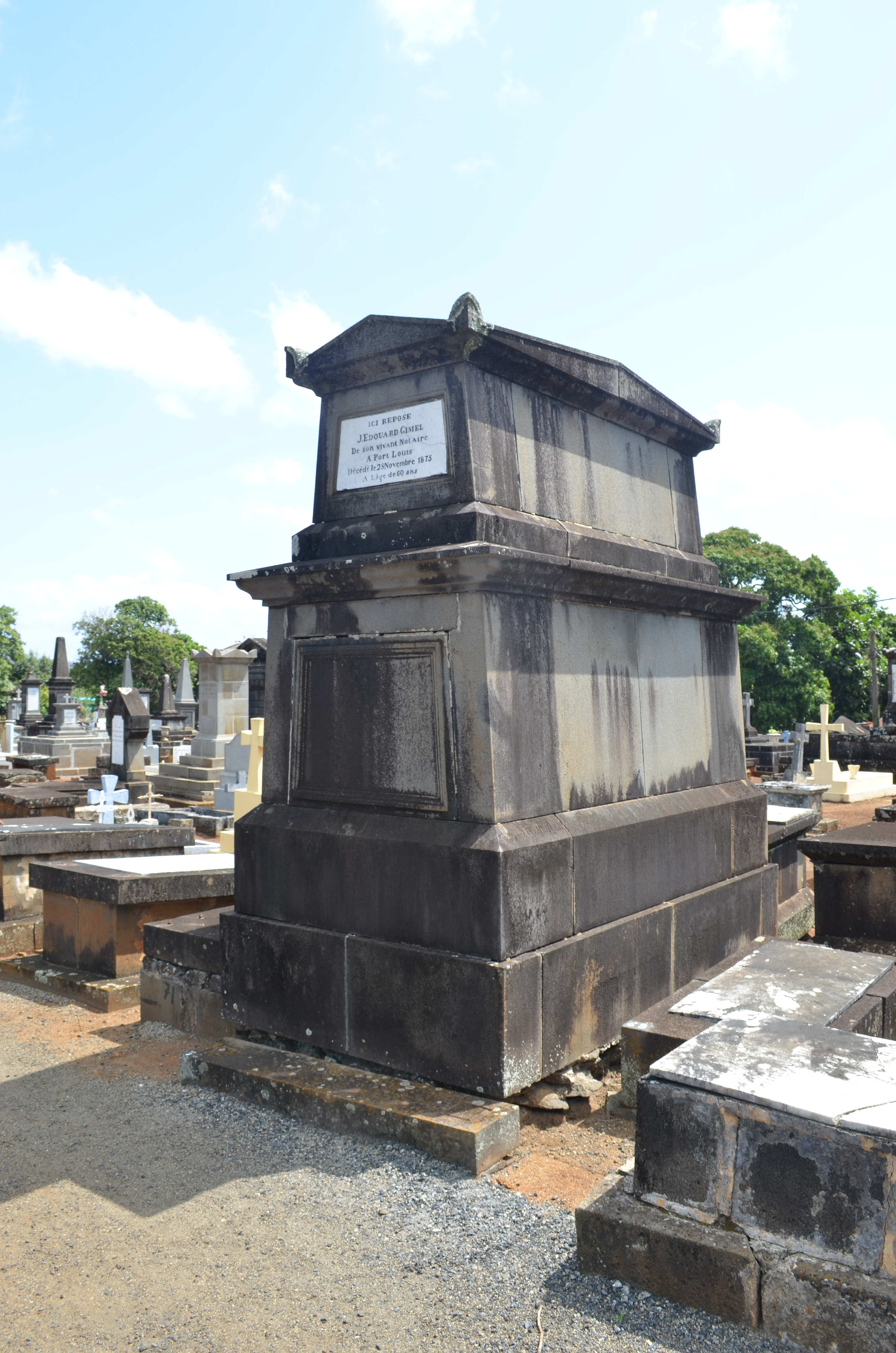
Das Grab Gimel aus dem Jahr 1870 wurde von dem von Emmelina de Carcenac inspiriert.